# Michałki (powiat szczycieński)
Michałki (niem. Michelsdorf) – wieś w Polsce położona w województwie warmińsko-mazurskim, w powiecie szczycieńskim, w gminie Pasym. Jest to wieś letniskowa nad jeziorem Kalwa.
W latach 1975–1998 miejscowość należała administracyjnie do województwa olsztyńskiego.
Michałki wraz z Miłukami tworzą sołectwo. Michałki to 37 domów oraz 148 mieszkańców. W okresie ostatnich 20 lat w sołectwie Michałki-Miłuki zostało zbudowanych ponad 50 domów jednorodzinnych oraz 2 zajazdy na 40 miejsc noclegowych. Obecnie buduje się 10 domów. W następnych latach również przewiduje się rozwój budownictwa, głównie rekreacyjnego, gdyż sołectwo ma walory turystyczne.
We wsi znajdują się:
- 3 gospodarstwa rolne,
- zakład produkcyjny grzyba boczniaka,
- sklep spożywczo-przemysłowy,
- minibar,
- pensjonaty: "Malwa" i "Marko",
- 2 gospodarstwa agroturystyczne,
- budynek szkoły wiejskiej z końca XIX wieku,
- niestrzeżona plaża wiejska,
- boisko sportowe z placem zabaw.

## Historia
Dawna nazwa wsi – Michelsdorf – pochodzi od imienia jej fundatora Michała, choć wcześniej miejsce to nazywano Schwansdorf od jeziora Gulbik. Lokację wsi datuje się na 8 grudnia 1391 r. Mistrz krzyżacki nadał Michałowi 10 włók ziemi na prawie chełmińskim na założenie wsi czynszowej z prawem do połowu ryb na jeziorach Gulbik i Kalwa oraz Sandirowi z Butowa następnych 8 włók na założenie majątku ziemskiego.